# Nam Định (provincie)
Nam Định is een provincie van Vietnam.
Nam Định telt 1.888.400 inwoners op een oppervlakte van 1669 km².

## Districten
Nam Định is onderverdeeld in een stad (Nam Định) en negen districten:
- Giao Thủy
- Hải Hậu
- Mỹ Lộc
- Nam Trực
- Nghĩa Hưng
- Trực Ninh
- Vụ Bản
- Xuân Trường
- Ý Yên